# 常云阶
常云阶（1904年—1970年），蒙古族，常式太極拳创始人。
常式太极拳是清朝皇府带刀侍卫常远亭（1860－1918年）之子常云阶所传家学。常云阶6岁随父习拳，得杨班侯和全佑所传太极拳术，由北平随抗日消防队南下上海，隐居上海浦东十八间。后择徒传授，代表人物为马殿臣等弟子。
- 传承：杨禄禅→杨班侯、全佑→常远亭→常云阶

- 弟子：张伟功、戴笔、吴邦才、马殿臣、张玉涛、魏道胜、汪波、谈懿华、丁胜之，陈连喜、卜培甫

- 再傳弟子：        
  - 张伟功：杜志忠、张寿兴
  - 戴笔：周建强、李明
  - 吴邦才：陈年喜、马秋林
  - 马殿臣：王洪善、刘泰山、蔡锡琪、樊继芬、刘古宝、王志旭、祝新康、高祖亮、张继光、李筱龙、丁蒋忠、傅非雨、陶云第、陈奇、陈佳敏、高健康、潘国民、尤正龙、郏国庆、郏烴伟、王霞、陈世敏、陈马喜、李荣忠
- 当今代表人物：刘宝余